# Большое Овсяниково
Большо́е Овся́никово — деревня в Весьегонском муниципальном округе (до 31 мая 2019 года — в Весьегонском районе) Тверской области. Входила в состав Ёгонского сельского поселения.

## География
Деревня расположена на северо-западной окраине Весьегонского района, на границе с Устюженским районом Вологодской области (к Большому Овсяникову примыкает деревня Славынёво Вологодской области), вдоль автодороги Весьегонск—Устюжна, в 1 км к северо-востоку от реки Звана.    

## Название
Название деревни — составное, первая часть — «Большое» — от «большой», для различения с названием другого населённого пункта — Малое Овсяниково. 

Вторая часть — от мужских личных календарных имён на Евс-: Евсевий, Евстафий, Евстигней, Евстрат (общее уменьшительное — Овсяник); или от мужского личного имени (прозвища) Овсяник — продавец овса (имя по занятиям); или из «овсяник» — хлеб из овсяной муки.

## Население
| 2010 |
| ---- |
| 265  |

По состоянию на 1859 год в деревне Большое Овсяниково («при речке Зване и ручье Суходол») 1 стана Весьегонского уезда в 46 дворах проживали 282 человека (133 мужчин, 149 женщины), казённые крестьяне.

По данным Всероссийской переписи населения 2002 года в деревне Большое Овсяниково Ёгонского сельского округа Весьегонского района проживали 272 человека, преобладающая национальность — русские (91 %).